# TT90

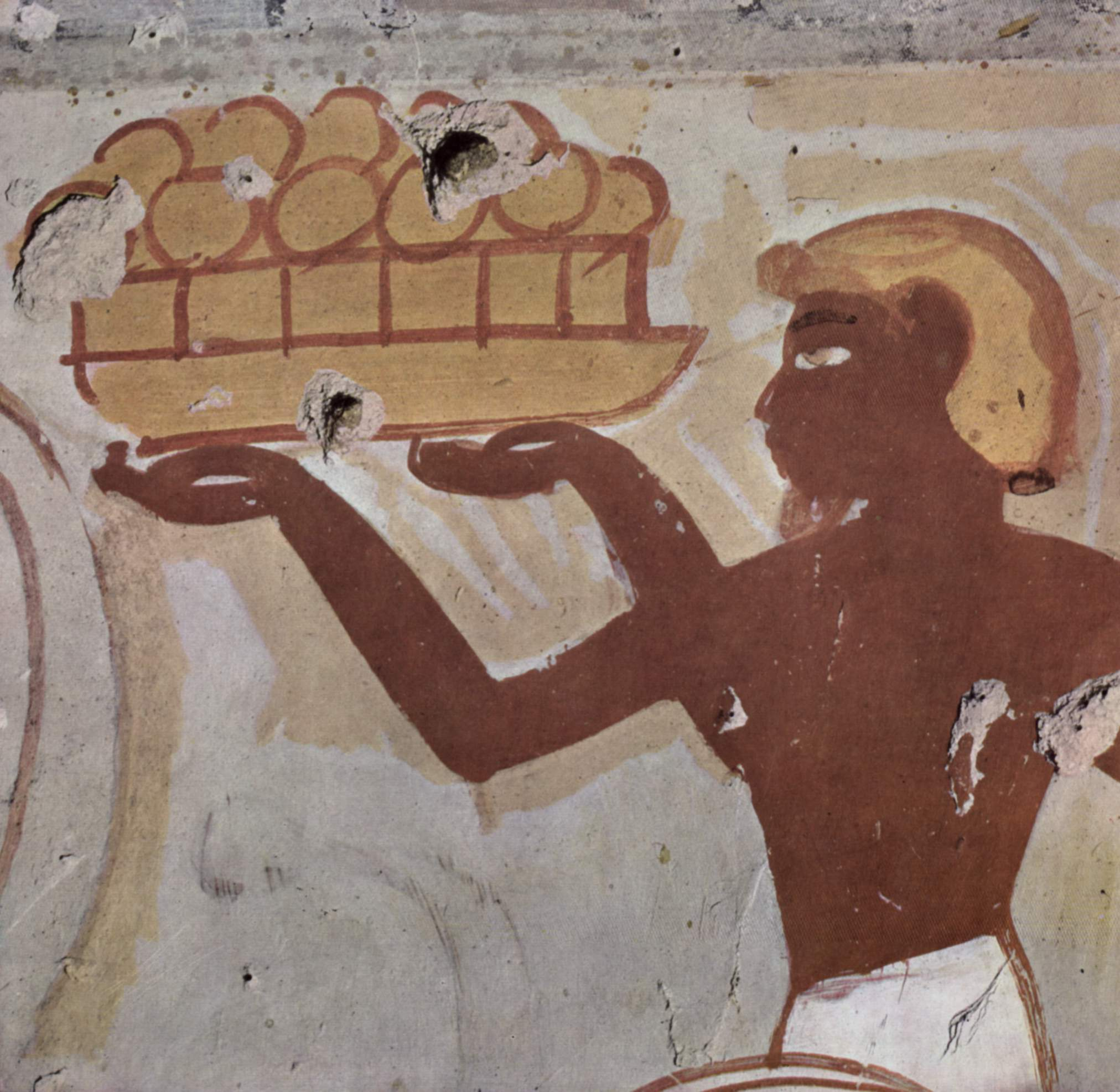
Portatore di offerte

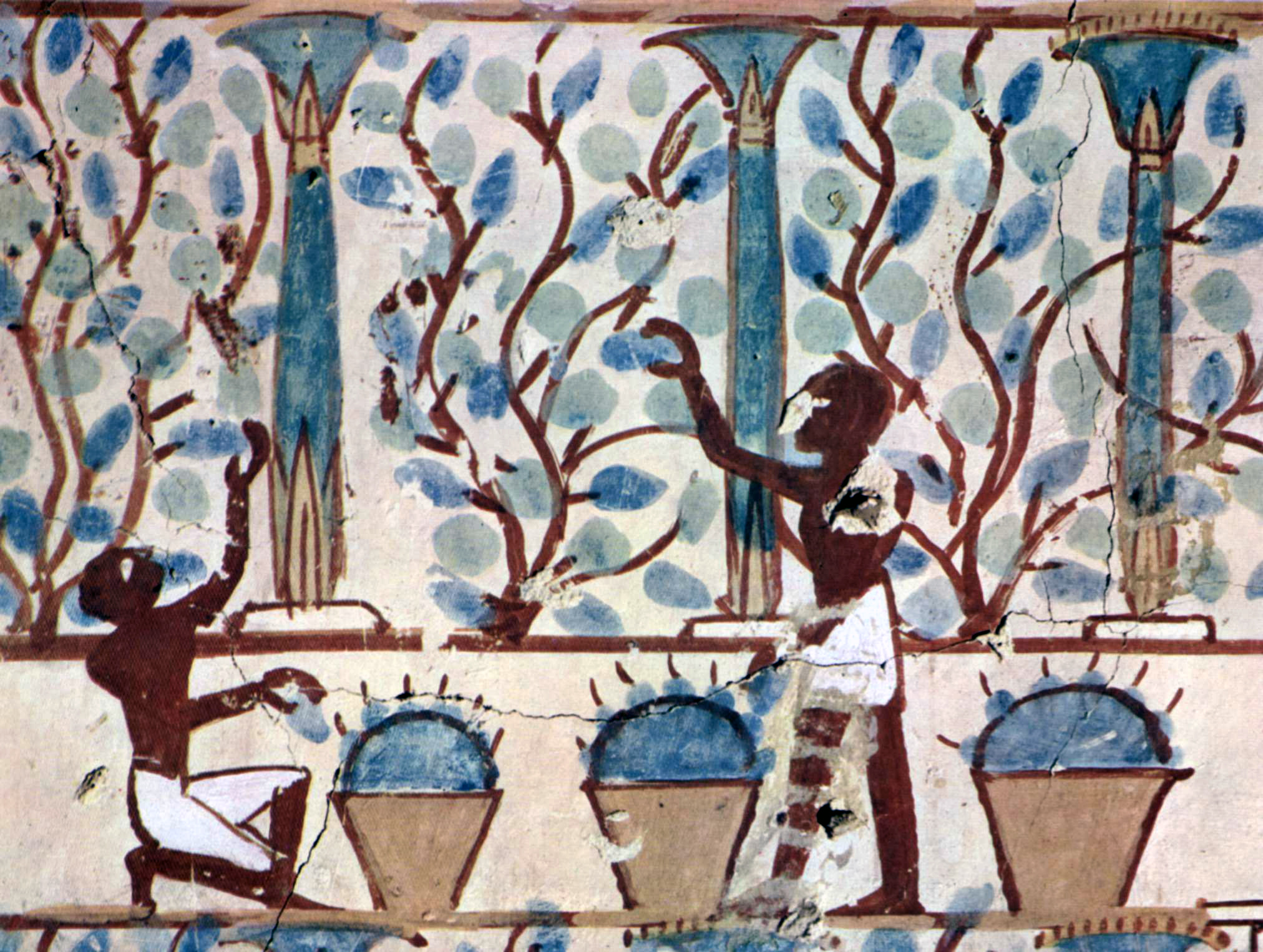
Raccolta dell'uva

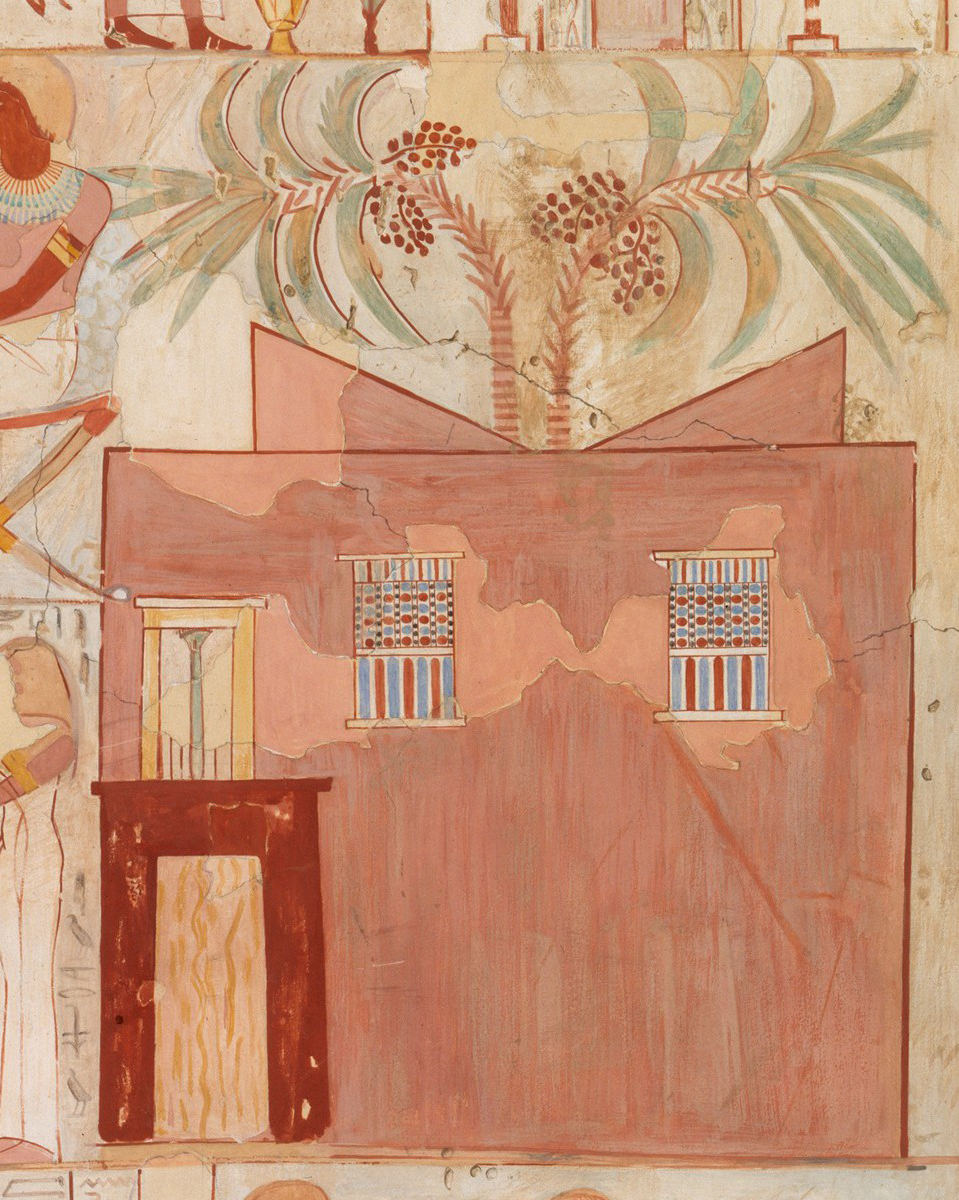
Supervisione dei possedimenti di Amon a cura di Nebamon, da un acquerello di Charles K. Wilkinson (Metropolitan Museum, cat. MET DT11772 detail-3)

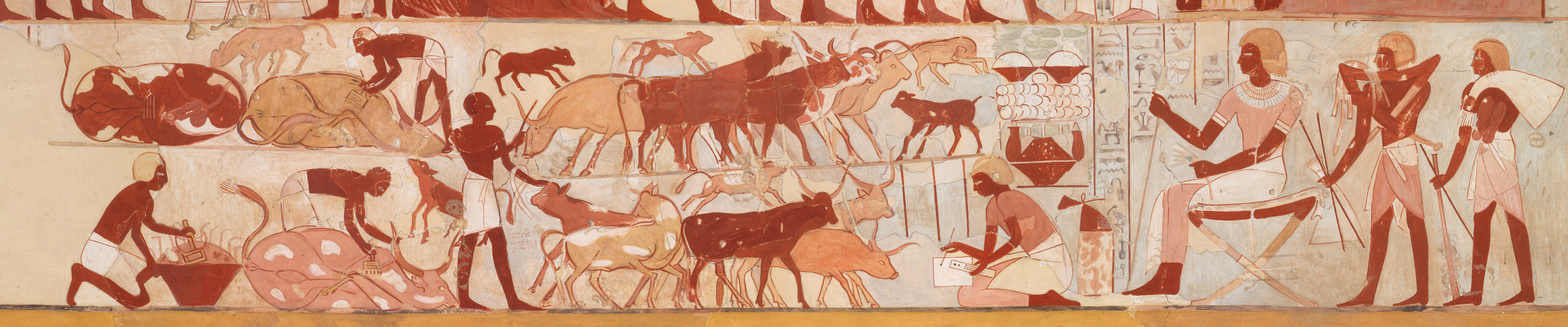
Supervisione dei possedimenti di Amon a cura di Nebamon, acquerello di Charles K. Wilkinson (Metropolitan Museum, cat. MET DT11772 detail-4)

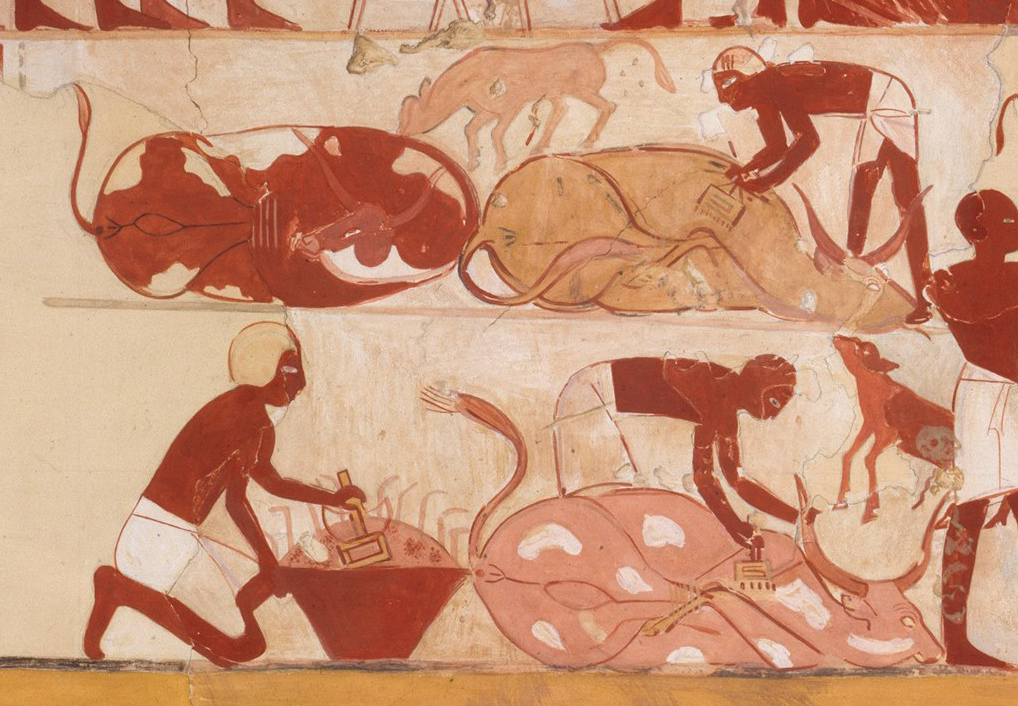
Scene di marchiatura del bestiame da un acquerello di Charles K. Wilkinson (Metropolitan Museum, cat. MET DT11772 detail-7)

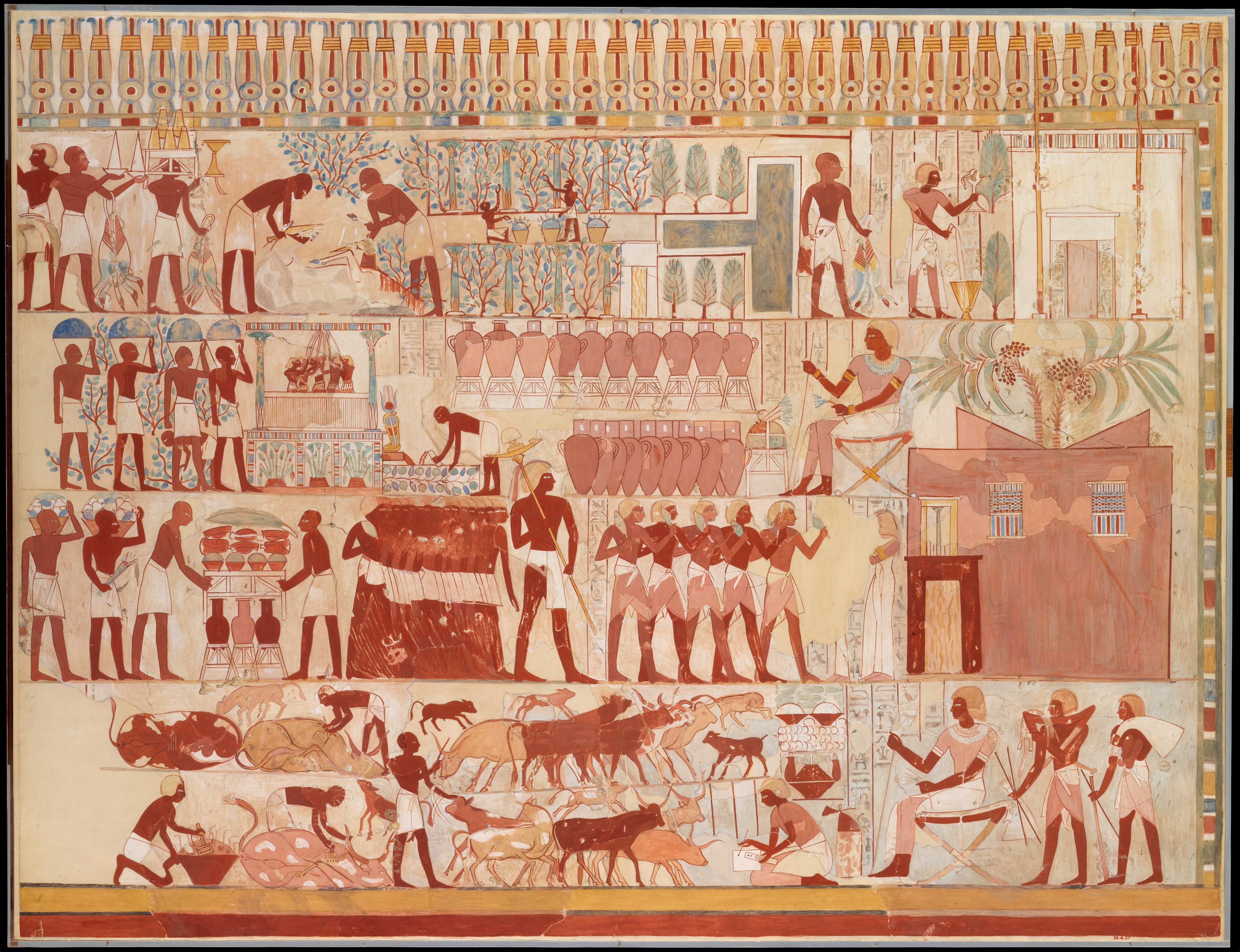
Supervisione dei possedimenti di Amon a cura di Nebamon, acquerello di Charles K. Wilkinson (Metropolitan Museum, cat. MET DT11772)

TT90 (Theban Tomb 90) è la sigla che identifica una delle Tombe dei Nobili ubicate nell’area della cosiddetta Necropoli Tebana, sulla sponda occidentale del Nilo dinanzi alla città di Luxor, in Egitto. Destinata a sepolture di nobili e funzionari connessi alle case regnanti, specie del Nuovo Regno, l'area venne sfruttata, come necropoli, fin dall'Antico Regno e, successivamente, sino al periodo Saitico (con la XXVI dinastia) e Tolemaico.

## Titolare
TT90 era la tomba di:
| Titolare | Titolo | Necropoli           | Dinastia/Periodo                             | Note                                               |
| -------- | --- | ------------------- | -------------------------------------------- | -------------------------------------------------- |
| Nebamun  | Portatore di stendardo della sacra barca denominata "Amata da Amon"; Capitano delle truppe di polizia di Tebe ovest (ovvero la Necropoli tebana) | Sheikh Abd el-Qurna | XVIII dinastia (Thutmosi IV - Amenhotep III) | versante est della collina; in alto, sopra la TT89 |

## Biografia
Uniche notizie biografiche ricavabili dalla tomba TT90, il nome delle mogli del titolare Nebamun, Sensenbut e Tiy, e quello delle figlie di Tiy: Iwy, Weret e Segerttawi, Concubina reale.

## La tomba
La tomba, non ultimata, presenta planimetricamente la struttura a "T" rovesciata, tipica del periodo. Un corridoio, non rifinito, immette in una sala trasversale; sulle pareti (1 in planimetria) il defunto e le mogli seguiti dalla figlia Segerttawi, Concubina reale. Segue una scena del defunto e della moglie Sensenbut che ricevono offerte da due figlie alla presenza di un complesso musicale composto da suonatrici di nacchere e di flauto doppio; due danzatrici si accompagnano con liuti. Su uno dei lati corti della sala (3) il carro del re (?) sulla chiatta reale e un reparto di reclute dinanzi alla casa del defunto. Altra scena (4) presenta lo Scriba reale Yuny che offre uno stendardo al defunto seguito da truppe, con testi dell'anno sesto; poco oltre il defunto adora Thutmosi IV seduto sotto un chiosco adorno di stendardi navali. Accanto alla porta di accesso (5-6) il defunto, accompagnato dalla moglie Tiy e dalle figlie Iwy e Waret in offertorio alla figlia Segerttawi quale Concubina reale seduta dinanzi a a loro. Sono visibili, perché danneggiate, tracce di scene di banchetto con musicisti (suonatrici e suonatori di liuto). In altro registro un ufficiale della polizia a rapporto con il defunto. Una stele (7), sul lato corto della sala trasversale, presenta testi e scene di presti che svolgono i riti funerari dinanzi al defunto compresa la purificazione del corpo e l'offerta di torce. Le offerte al defunto proseguono in una scena successiva (8) con portatori di offerte, macellai, raccoglitori di uva, un lago con alberi che lo circondano e due servi il tutto dinanzi al tempio di Amenhotep III. Un'ultima scena (9) rappresenta il defunto e il re, preceduti da due portatori di flabello, che ricevono tributi da siriani, compresi prigionieri e cavalli; sono scarsamente visibili soldati e il carro reale. Sul soffitto sono riportati testi sacri.

### Annotazioni
1. ↑  La numerazione dei locali e delle pareti segue quella di Porter e Moss 1927, p. 176.
2. ↑  La prima numerazione delle tombe, dalla numero 1 alla 253, risale al 1913 con l’edizione del "Topographical Catalogue of the Private Tombs of Thebes" di Alan Gardiner e Arthur Weigall. Le tombe erano numerate in ordine di scoperta e non geografico; ugualmente in ordine cronologico di scoperta sono le tombe dalla 253 in poi.
3. ↑  I campi della Duat, ovvero l'aldilà egizio, si trovavano, secondo le credenze, proprio sulla riva occidentale del grande fiume.
4. ↑  Nella sua epoca di utilizzo, l'area era nota come "Quella di fronte al suo Signore" (con riferimento alla riva orientale, dove si trovavano le strutture dei Palazzi di residenza dei re e i templi dei principali dei) o, più semplicemente, "Occidente di Tebe".
5. ↑  le Tombe dei Nobili, benché raggruppate in un'unica area, sono di fatto distribuite su più necropoli distinte.
6. ↑  Le note, sovente di inquadramento topografico della tomba, sono tratte dal "Topographical Catalogue" di Gardiner e Weigall, ed. 1913 e fanno perciò riferimento alla situazione dell'epoca.
7. ↑  Non è precisato a quale sovrano faccia riferimento l'indicazione calendariale; è molto verosimile, tuttavia, che si tratti dell'anno VI di Amenhotep III.

### Fonti
1. ↑  Gardiner e Weigall 1913.
2. ↑  Donadoni 1999,  p. 115.
3. ↑  Porter e Moss 1927,  p. 183.
4. ↑  Gardiner e Weigall 1913, pp. 24-25.
5. ↑  Porter e Moss 1927,  pp. 179-181.
6. ↑  Porter e Moss 1927,  pp. 183-185.